# Carlos Alfonso Azpiroz Costa
Carlos Alfonso Azpiroz Costa   (Buenos Aires, 30 d'octubre de 1956) és un arquebisbe dominic argentí. Des del 2001 al 5 de setembre de 2010 fou Mestre General de l'Orde de Predicadors. És doctor en dret canònic per l'Angelicum.

## Biografia
És el vuitè fill d'una família de 14 germans. La seva mare, Nélida Victoria Costa Colombo, era mestressa de casa i el pare, Francisco Azpiroz Gil, era enginyer agrònom. Carlos té un germà petit anomenat Fernando que és religiós de la Companyia de Jesús.
Estudià primària i secundària al col·legi Champagnat dels Germans Maristes de Buenos Aires el 1963 i es graduà el 1974. En aquesta mateixa escola estudiaren els seus 13 germans. Acabats els estudis, començà amb 18 anys la carrera d'advocacia a la facultat de dret de la Pontifícia Universitat Catòlica Argentina (UCA). Durant aquells anys treballà amb el seu pare al negoci familiar (del 1975 al 1979). El 1978 fou escollit president del Centre d'Estudiants de la facultat de dret de la UCA fins al 1979.
El 1978 conegué a la universitat dos professors frares de l'Orde de Predicadors, i a partir d'aquí començà a dialogar-hi sobre les seves inquietuds vocacionals. Realitzà un recés espiritual a la comunitat de dominics a Mar del Plata i hi confirmà la seva crida a ser dominic. L'1 de març del 1980 entrà a l'Orde.

### Carrera religiosa
El 28 de febrer de 1981 realitzà els vots simples a mans de Michel Jean Paul Ramlot, prior provincial de l'Argentina. Poc després obtingué el títol d'advocat per la UCA.
Començà els estudis de filosofia al convent de Sant Domènec a Buenos Aires. Al mateix convent, el 10 de març de 1984, realitzà la professió solemne. Acabats els estudis obtingué el grau de batxiller en filosofia per la Universitat del Nord Sant Tomàs d'Aquino (UNSTA). Continuà estudiant fins a aconseguir al Centre d'Estudis Institucionals el títol de grau en batxiller de teologia.
Mentre estudiava era professor de catequesi al col·legi de les Dominiques Filles del Santíssim Rosari i inicià la seva carrera docent com auxiliar a les càtedres d'antropologia teològica i teologia dogmàtica a les facultats de ciències econòmiques i de dret a la UCA; també fou assistent de filosofia social a la facultat de filosofia de la UNSTA.
En l'àmbit pastoral treballà acompanyant diversos grups de joves del moviment Jornades de Vida Cristiana a l'arxidiòcesi de Buenos Aires, i en activitats missioneres de la Província de l'Argentina Dominicana a Río Negro, Catamarca, Mendoza i a Corrientes. El 8 d'agost de 1986 el cardenal Eduardo Francisco Pironio l'ordenà diaca amb 31 anys. L'any següent, el mateix cardenal l'ordenà sacerdot.

#### Com a prior
El 1989 viatjà a Roma per estudiar dret canònic, on el 1992 rebé el doctorat. Ja a Roma, després de les votacions corresponents, fou escollit prior del convent de Sant Martí de Porres de Mar del Plata, que era el noviciat de la Província de l'Argentina. Durant aquests tres anys fou docent a la Universitat Fasta de Mar del Plata.
El 1995 el Capítol Provincial l'escollí Secretari de Província i el novembre prior del convent de Sant Domènec de Buenos Aires.
Estant a Buenos Aires, es tornà a posar amb la feina pastoral al moviment de Jornades de Vida Cristiana. Acompanyà la tasca pastoral amb la missionera a Puerto Viejo. Des del 1993 fins al 1997 formà part de l'equip de reflexió teològica a la Conferència Argentina de Religiosos.
El 1997 el Mestre General, fra Timothy Radcliffe, el nomenà procurador general de l'Orde a Santa Sabina, Roma. A partir d'aquest moment fou professor de dret de la vida consagrada a la facultat de dret canònic de l'Angelicum. Fou rector de la basílica de Santa Sabina del 1997 fins al 2000.
Participant com a convidat al Capítol General electiu de Providence College fou escollit Mestre General de l'Orde de Predicadors el 14 de juliol de 2001.

#### Arquebisbat
El 2 de novembre del 2015 el papa Francesc el nomenà arquebisbe coadjutor de Bahía Blanca. El 22 de desembre es realitzà l'ordenació episcopal al gimnàs del col·legi Don Bosco de Bahía Blanca; el consagrant principal fou Guillermo José Garlatti, arquebisbe de Bahía Blanca i els co-consagrants el bisbe de Concepción, Armando José María Rossi OP i el bisbe emèrit de Quilmes, Luis Teoodorico Stöckler. La cerimònia es realitzà just l'any en què l'Orde de Predicadors feia 800 anys.
Fou nomenat arquebisbe titular de Bahía Blanca el 12 de juliol de 2017 i n'assumí el càrrec el 29 de juliol del mateix any.